# TU9
De vereniging TU9 German Universities of Technology e. V. (TU9) is een samenwerkingsverband van negen toonaangevende technische universiteiten in Duitsland.
TU9 werd op 26 januari 2006 opgericht als Eingetragener Verein, een formele vereniging. Voorheen bestond het sinds 2003 als een informele vereniging. Oprichter en van 2006 tot 2009 tevens de eerste voorzitter van de TU9 was de rector van de toenmalige Universiteit Karlsruhe, Horst Hippler. Als statutaire vestigingsplaats van de vereniging werd Berlijn vastgelegd.
Leden van de TU9 Association zijn die technische universiteiten die vóór 1900 in Duitsland bestonden.
Volgens het onderzoeksrapport 2018 van de Deutsche Forschungsgemeinschaft (DFG) behoren de TU9-universiteiten tot de universiteiten met de hoogste financiering door derden in Duitsland. Zij ontvingen meer dan een vijfde (21%) van alle DFG-subsidies in alle wetenschappelijke disciplines. De TU Dresden ontving het hoogste aantal DFG-subsidies in de elektrotechniek, de TU Darmstadt in de informatica en de RWTH Aachen in de machinebouw. In een concurrerend selectieproces selecteert de DFG de beste onderzoeksprojecten van onderzoekers van universiteiten en onderzoeksinstituten en financiert deze. De rangschikking wordt dus beschouwd als een indicator van de kwaliteit van het onderzoek. Op het profielgebied van techniek gaat bijna 50% van het DFG financieringsvolume naar de universiteiten lid van de TU9.

## Ledenlijst
| Naam                                           | Land (deelstaat)    | Oprichting | # studenten (AJ 2016/17) |
| ---------------------------------------------- | ------------------- | ---------- | ------------------------ |
| RWTH Aachen                                    | Noordrijn-Westfalen | 1870       | 44.517                   |
| Technische Universität Berlin                  | Berlijn             | 1770       | 34.428                   |
| Technische Universität Braunschweig            | Nedersaksen         | 1745       | 20.037                   |
| Technische Universität Darmstadt               | Hessen              | 1877       | 26.360                   |
| Technische Universität Dresden                 | Saksen              | 1828       | 34.838                   |
| Gottfried Wilhelm Leibniz Universität Hannover | Nedersaksen         | 1831       | 28.500                   |
| Karlsruher Institut für Technologie*           | Baden-Württemberg   | 1825       | 25.892                   |
| Technische Universität München                 | Beieren             | 1868       | 40.124                   |
| Universität Stuttgart                          | Baden-Württemberg   | 1829       | 27.686                   |

* KIT was tot oktober 2009 nog de Universiteit Karlsruhe. Die datum volgde de fusie met het Forschungszentrum Karlsruhe.